# Kakadui
Kakadui (lat. Cacatuidae) su porodica ptica reda Psittaciformes. Postoji 21 vrsta u ovoj porodici. Zajedno s porodicama Psittacidae i Strigopidae čine red papigašica. Njihov naziv potiče od malajskog naziva za ove ptice kaka(k)tua. Nastanjuju Filipine i istočne indonezijske otoke do Nove Gvineje, Solomonskih otoka i Australije.

## Opis
Kakadui su uglavnom srednje veliki ili veliki papagaji zdepaste građe. Dužina varira od 30 do 60 cm, a težina od 300 do 1000 grama. Nimfa je najmanja vrsta u ovoj porodici i mnogo je manja i vitkija od ostalih kakadua. Sve vrste imaju kukmu na glavi koja je podignuta kada kakadu slijeće ili kada je uzbuđen. Kakadui imaju mnoge zajedničke osobine s drugim papagajima uključujući i zakrivljen kljun i zigodaktilna stopala, s dva prsta okrenuta prema naprijed, a dva prema nazad. Međutim, razlikuju se od njih po tome što nemaju Dyckovu strukturu perja koja izaziva svijetloplave i zelene boje kod papagaja i što imaju žučni mjehur.
Kao i prave papige, kakadui imaju kratke noge, snažne pandže i gegaju se u hodu. Često koriste kljun kao treći ud kada se penju po granama. Uglavnom imaju duga i široka krila koja koriste za brzi let. Zabilježeno je da ružičasti kakadui lete brzinama i do 70 km/h. Pripadnici roda Calyptorhynchus imaju kraća i okruglija krila za sporiji let.
Kakadui imaju velike kljunove koje održavaju oštrim strugajući jednu vilicu o drugu dok se odmaraju. Imaju mišićav jezik kojim pridržavaju orah u kljunu dok ga donja vilica pritišće dok ga ne slomi. Mogu pokretati vilice u stranu zahvaljujući mišićima. 
Perje kakadua je manje šareno od onog pravih papiga. Uglavnom su crne, sive ili bijele boje. Mnoge vrste imaju malo žute, ružičaste ili crvene boje na kresti ili repu. Ružičasti kakadu je iznimka jer ima mnogo ružičaste boje. Neke vrste imaju golu kožu na licu svijetle boje, kao palmin kakadu. Mužjaci i ženke su vrlo slični iako postoji razlika u veličini kljuna između spolova. Ženke su obično bljeđe boje od mužjaka. Kakadui održavaju perje čistim tako što ga često čiste tokom dana.
Mitarenje je vrlo sporo i kompleksno. Crnim kakaduima trebaju dvije godine da zamijene sve perje, dok ružičastim kakaduima treba šest mjeseci za to.

## Razmnožavanje
Kakadui su monogamni i grade gnijezda u rupama u drveću koje ne mogu iskopati sami. Obično su 7–8 m iznad zemlje. Ženke se mogu pariti s tri godine starosti a mužjaci kasnije. Ženke nesu okruglasta i bijela jaja koja inkubiraju od 20 do 29 dana, ovisno o vrsti. Kod nekih vrsta i mužjak pomaže u inkubiranju jaja. Oko 20% snesenih jaja je zapravo neoplođeno. Mladunčad ubijaju drugi kakadui, varani, sove i pitoni.